# Walter Nahún López
Walter Nahún López Cárdenas (La Labor, 1º settembre 1977 – La Democracia, 9 agosto 2015) è stato un calciatore honduregno, di ruolo centrocampista.

## Biografia
È stato assassinato da una banda criminale nel 2015 all'età di 37 anni presso il confine fra Guatemala e Messico.
La polizia stabilì che gli spararono fuori dello stadio comunale di La Mesilla, La Democracia, in Guatemala mentre faceva visita ai parenti della moglie, Lesly Yamileth. Morì poco dopo nell'ospedale della municipalità.

## Carriera

### Club
Ha giocato nella massima serie dei campionati honduregno, austriaco e guatemalteco.

#### Nazionale
Nel 2000 ha partecipato, insieme alla selezione honduregna, ai Giochi della XXVII Olimpiade a Sydney.
Dal 2000 al 2005 ha giocato 13 partite con la Nazionale maggiore honduregna.

## Palmarès

### Club

#### Competizioni nazionali
- Campionato honduregno: 3

Olimpia: 2004-2005 Clausura, 2005-2006 Apertura, 2005-2006 Clausura